# Patrick Mbeu
Patrick Mbeu (ur. 9 marca 1986 w Kigali) – rwandyjski piłkarz grający na pozycji bramkarza.

## Kariera klubowa
Karierę piłkarską Mbeu rozpoczął w klubie APR FC ze stolicy kraju Kigali. W 2004 roku zadebiutował w jego barwach w pierwszej lidze rwandyjskiej. W debiutanckim sezonie zdobył z APR CECAFA Clubs Cup, a w 2005 roku wywalczył mistrzostwo kraju. W latach 2005–2007 był zawodnikiem czwartoligowego francuskiego Racing Club de France z Paryża.

## Kariera reprezentacyjna
W reprezentacji Rwandy Mbeu zadebiutował w 2003 roku. W 2004 roku został powołany do reprezentacji Rwandy na Puchar Narodów Afryki 2004. Tam był rezerwowym bramkarzem dla Ramadhaniego Nkunzingomy i nie rozegrał żadnego spotkania.